# Phlogophora lignosa
Phlogophora lignosa là một loài bướm đêm trong họ Noctuidae.